# Wendel Suckow
Wendel Suckow (* 11. April 1967 in Marquette, Michigan) ist ein ehemaliger US-amerikanischer Rennrodler.
Suckow kam 1985 zum Rodelsport, stieg schnell in die nationale Spitze auf und nahm 1992 erstmals an den Olympischen Winterspielen teil. Bis 1992 startete er sowohl im Doppel- als auch im Einsitzer, danach konzentrierte er sich auf das Einzel, in dem er 1993 als erster US-Amerikaner den Weltmeistertitel errang. Als einer der Favoriten verpasste er bei Olympia 1994 eine Medaille, erreichte aber dafür mit dem fünften Rang das beste olympische Ergebnis eines Athleten seines Landes. Seine Karriere beendete Suckow mit seinen dritten Olympischen Spielen im Jahr 1998, als er den sechsten Rang belegte. Anschließend begann er eine Trainerlaufbahn im Juniorenbereich des US-amerikanischen Verbandes und arbeitete danach in der Logistikbranche. In seiner Karriere gewann der Rodler aus Marquette drei Weltcups, davon zwei im Einsitzer und einen im Doppel gemeinsam mit Bill Tavares. Damit ist Suckow einer von bisher sechs Athleten, die in beiden Rodeldisziplinen triumphieren konnten.

## Karriere

### Anfänge und erste Olympiateilnahme (bis 1992)
In seiner frühen Kindheit hatte Suckow kaum Kontakt zum Wintersport. Im Nachhinein erinnerte er sich, dass er nie Ski gefahren sei oder etwas Anderes dieser Art. Dafür habe er gemeinsam mit seinen Brüdern in einer Schlucht hinter ihrem Haus Rodelbahnen mit Kurven gebaut. Den Rennrodelsport habe er jedoch nicht wirklich gekannt, obwohl es in seiner Heimatstadt Marquette eine der wenigen US-amerikanischen Rodelbahnen gab. Erst 1985 besuchte er diese Bahn gemeinsam mit seiner Pfadfindergruppe und absolvierte seine ersten Läufe. Mehrere Jahre später erinnerte er sich daran, dass er bereits die erste Fahrt auf der Bahn als „unglaublich“ empfunden und sofort seine Neigung zum Rennrodeln entdeckt habe. Noch im gleichen Jahr erreichte er erste Juniorentitel und wurde im US-amerikanischen Team als „Rookie of the Year“ (deutsch: Neuling des Jahres) ausgezeichnet, 1986 stieg er in den B-Kader seines Landes auf. Damit gehörte der 18-Jährige aus Marquette zu den wenigen US-amerikanischen Rodlern dieser Zeit, die ihre Karriere nicht auf der Olympiabahn von Lake Placid begonnen hatten.
Nachdem Suckow 1988 den A-Kader erreicht hatte, etablierte er sich sowohl im Ein- als auch im Doppelsitzer in der erweiterten internationalen Spitze. In der Gesamtwertung des Weltcups 1990/91 war er Fünfter im Einsitzer und belegte den zehnten Rang in der Doppelsitzerwertung, gemeinsam mit seinem Partner Bill Tavares. Suckow und Tavares gewannen in der darauffolgenden Saison 1991/92 erstmals ein Doppelsitzer-Weltcuprennen – auf der Heimbahn in Lake Placid –, während zugleich ihr Teamkollege Duncan Kennedy im Einsitzer als erster US-Amerikaner triumphierte und in der Weltcupgesamtwertung Zweiter wurde. Auch bei den olympischen Wettkämpfen 1992 in Albertville stand Suckow im Schatten von Kennedy, obwohl er als Zwölfter im Einsitzer und als Neunter im Doppelsitzer gute Ergebnisse erzielte. Die Tageszeitung Milwaukee Journal Sentinel schrieb später in einem Bericht, die US-Amerikaner, die sich überhaupt für Rennrodeln interessierten, hätten Duncan Kennedy gekannt, nicht jedoch Wendel Suckow.

### Weltmeister und Olympiafünfter (1992 bis 1994)
Im Herbst 1992 entschied sich Suckow dafür, nicht mehr im Doppelsitzer anzutreten, um sich komplett auf die Einsitzerwettbewerbe zu konzentrieren. Zunächst wirkte sich dies negativ aus; die Resultate des US-Amerikaners verschlechterten sich, was er selbst auf zunehmende Langeweile zurückführte. Zum Jahreswechsel änderte er seine mentale Einstellung, indem er sich von nun an vor Wettkämpfen durch Entspannungstechniken komplett beruhigte. Zudem habe er sich gesagt, er sei genau so gut wie „all diese Typen, die als Erste oder Zweite ins Ziel kommen“. Tatsächlich stieg Suckows Form im neuen Jahr 1993 bis zum Saisonhöhepunkt, den Weltmeisterschaften in Calgary, wieder an. Dort fühlte er sich nach eigener Aussage vor dem Start sehr selbstsicher und legte mit der frühen Startnummer 5 im ersten Lauf auf Anhieb mit 46,051 Sekunden einen neuen Streckenrekord vor. Diese Zeit konnte nur der amtierende Olympiasieger Georg Hackl aus Deutschland unterbieten, der 0,073 Sekunden schneller war. Im Nachhinein erklärte Suckow, auch das habe ihn nicht verunsichert; er sei in beiden Durchgängen sehr sicher gewesen. Im zweiten und abschließenden Lauf startete der US-Amerikaner als Vorletzter und zeigte mit 46,043 Sekunden eine weitere gute Leistung. Der nach ihm startende Hackl verpasste diese Vorgabe um fast 0,2 Sekunden und fiel damit auf den zweiten Rang zurück, hinter Suckow, der als erster US-Amerikaner und überhaupt erst als zweiter Nicht-Europäer (nach dem Kanadier Miroslav Zajonc im Jahr 1983) Rodelweltmeister wurde. Bei der Siegerehrung nahmen Hackl und der Bronzemedaillengewinner Wilfried Huber den neuen Titelträger auf ihre Schultern und feierten gemeinsam mit ihm. Im Nachhinein meinte Suckow, für ihn sei der Erfolg wenig überraschend gekommen, da schon im Sommer eine Weltmeisterschaftsmedaille sein Ziel gewesen sei.
Durch den Weltmeistertitel, der, wie Suckow betonte, sein Leben in keiner Weise verändert habe, stieg die Popularität des Rennrodelns in den Vereinigten Staaten ein Jahr vor den Olympischen Winterspielen in Lillehammer deutlich. Zudem geriet der Sport in die US-amerikanischen Zeitungen, als Duncan Kennedy im Rahmen eines Weltcuprennens in Oberhof im November 1993 von deutschen Skinheads geschlagen wurde, nachdem er seinen schwarzen Teamkollegen Robert Pipkins verteidigt hatte. Suckow war gemeinsam mit Pipkins zurück zum Hotel gelaufen und äußerte sich später zu dem Vorfall: „Wir haben uns alle gewünscht, wir wären bei ihm [Duncan Kennedy] gewesen, aber uns wurde gesagt, das hätte das Ganze noch schlimmer machen können als es bereits war.“ Ansonsten verlief der olympische Winter erfolgreich für die US-Amerikaner, insbesondere für Suckow, der in Winterberg zum ersten Mal einen Einsitzerweltcup für sich entschied. Damit wurde er zum sechsten und bis heute letzten Rodler, der im Weltcup sowohl im Doppel als auch im Einzel triumphieren konnte. Insgesamt belegte er in der Weltcupwertung somit den guten vierten Rang, hinter dem Österreicher Markus Prock, der vier der sechs Saisonrennen gewonnen hatte. Vor den olympischen Wettkämpfen 1994 zählte sich Suckow daher erneut zu den Favoriten und meinte, es würde keine große Überraschung sein, wenn er in Lillehammer gewinnen und Olympiasieger werden würde. Nach einem mittelmäßigen ersten Lauf, in dem er den zehnten Zwischenrang belegte, verbesserte er sich zwar in jedem der drei nachfolgenden Durchgänge, als Endergebnis konnte er jedoch dennoch lediglich den fünften Rang einnehmen, während Georg Hackl seinen Titel von Albertville verteidigte. Obwohl dieser fünfte Platz das beste Ergebnis eines US-Amerikaners bei olympischen Rodelwettbewerben bedeutete, wurde er in den Medien eher als Enttäuschung angesehen.

### Die letzten Karrierejahre (1994 bis 1998)
In den darauffolgenden Jahren knüpfte Suckow nicht ganz an die internationalen Erfolge von 1993 und 1994 an, behauptete sich aber in der internationalen Spitze und fuhr auch bei Großereignissen konstant unter die besten Zehn. Seinen Weltmeistertitel verlor er 1995 an den Italiener Armin Zöggeler, als er deutlich abgeschlagen Neunter wurde. Im Jahr darauf hatte der US-Amerikaner nach dem ersten Lauf als Viertplatzierter gute Medaillenchancen, im zweiten Durchgang fiel er jedoch auf Position sieben zurück. In der Saison 1996/97 konzentrierte sich Suckow besonders auf den vorolympischen Testwettkampf in Nagano, der im Februar 1997 auf der Olympiabahn stattfand. Auf dem Kurs, den er insbesondere wegen seiner Einzigartigkeit schätzte, trainierte er längere Zeit und gewann schließlich auch das Weltcuprennen, wobei er die beiden deutschen Olympiasieger Jens Müller und Georg Hackl hinter sich ließ. Dieses Rennen, ein Jahr vor den olympischen Wettkämpfen, bezeichnete er später als eines von nur zwei perfekten, die er in seiner Karriere absolviert habe. Zehn Monate darauf qualifizierte sich Suckow zum dritten Mal in Folge als einer von drei US-amerikanischen Rodlern für die Olympischen Winterspiele in Nagano, indem er mit dem vierten Rang bei einem Qualifikationsweltcup die geforderte Norm erfüllte. Seinem Zimmerkameraden und guten Freund Duncan Kennedy gelang dies nicht, er trat unmittelbar daraufhin zurück, zumal bei ihm eine Hirnblutung festgestellt worden war. Suckow sprach von einem „großen Schock“, der Weggang seines Mannschaftskollegen würde im Team „eine große Leere“ hinterlassen. Zudem kündigte der mittlerweile 30-Jährige sein eigenes Karriereende nach Olympia an, um danach junge Rodler seines Landes an die Weltspitze heranzuführen.
Im Februar 1998 bestritt Suckow seine letzten Läufe bei den Olympischen Spielen in Nagano. Nach dem Sieg bei der Generalprobe im Jahr zuvor wurde er wiederum als Medaillenkandidat gehandelt, vor allem, da er nach Duncan Kennedys Karriereende erneut die Rolle der Nummer eins im US-amerikanischen Team einnahm. Wie bereits 1994 lastete auf den US-amerikanischen Rodlern ein besonderer Druck, da diese bis dahin keine Olympiamedaillen gewonnen hatten. Suckow selbst meinte vor den Spielen, er würde versuchen, nicht über seine Chancen auf eine Podiumsplatzierung nachzudenken, auch wenn ihm dies nicht immer gelänge. Bei den olympischen Wettkämpfen zeigte der Rodler aus Marquette vier konstant gute Läufe, mit denen er jedoch die Medaillenränge verpasste und den sechsten Rang belegte. Seine beiden Mannschaftskollegen bei Olympia, Larry Dolan und Adam Heidt, waren acht beziehungsweise zehn Jahre jünger und erreichten nicht die Zeiten des 30-Jährigen, während Georg Hackl zum dritten Mal in Folge Olympiasieger wurde. Die US-amerikanische Mannschaft legte zunächst Protest gegen den Erfolg Hackls ein, da der Deutsche ihrer Ansicht nach nicht regelkonforme Rodelschuhe trug. Suckow betonte, dieser – schließlich erfolglose – Protest sei von den Trainern und nicht von den Athleten ausgegangen; er selbst befasse sich nicht mit solchen Dingen. Das erste US-amerikanische Edelmetall sicherten sich kurz darauf die Doppelsitzer Chris Thorpe und Gordy Sheer, die den Silberrang erreichten. Thorpe war lange Zeit Suckows Nachbar in Marquette gewesen und hatte etwa gleichzeitig mit ihm auf der gleichen Bahn das Rodeln erlernt.

### Nach der Laufbahn (ab 1998)
Nach seinem Rücktritt arbeitete Wendel Suckow ab Juli 1998 als „Development Coach“ (deutsch: Entwicklungstrainer) im US-amerikanischen Rodelnationalteam. Gleichzeitig begann auch Duncan Kennedy als Juniorentrainer seine Arbeit beim Verband. Während Kennedy mit einem Comebackversuch zu Saisonbeginn 1999/2000 scheiterte, verabschiedete sich Suckow komplett vom Rodelsport und wurde Accountmanager in zwei Logistikfirmen. Nach 1993 blieb Suckow 16 Jahre lang der einzige US-Amerikaner, der einen Rodelweltmeistertitel gewinnen konnte. Erst 2009 schloss seine Landsfrau Erin Hamlin auf, die den Einsitzerwettbewerb der Frauen für sich entscheiden konnte.

## Privates
Wendel Suckow wurde als viertes von fünf Geschwisterkindern geboren, er hat zwei ältere Brüder sowie eine jüngere und eine ältere Schwester. Seine Eltern besitzen in Marquette ein Autogeschäft und besuchten ihn bei mehreren Wettkämpfen, unter anderem bei den Olympischen Winterspielen 1992 und 1994. Drei Wochen nachdem Suckow mit dem Rennrodelsport begonnen hatte, zog er im Alter von 18 Jahren nach Lake Placid, um dort mehr trainieren zu können. 13 Jahre später, unmittelbar nachdem er in Nagano seine Karriere beendet hatte, machte er noch in Rennkleidung seiner Freundin, die in Lake Placid ein Modegeschäft führte, einen Heiratsantrag.
Besonders befreundet war Suckow mit seinen Teamkollegen Duncan Kennedy und Chris Thorpe. Während Kennedy in den 1990er-Jahren lange Zeit mit ihm ein Zimmer teilte, lernte Suckow den drei Jahre jüngeren Chris Thorpe bereits vor seinem Karrierestart kennen. Thorpe zog in seiner Kindheit nach Marquette, wo er Suckows Nachbar wurde und gemeinsam mit ihm den Rodelsport begann. Schon früh hatten beide Sportler das Ziel, zusammen bei den Olympischen Winterspielen anzutreten, was sie 1992 erreichten. Auch nach Suckows Karriereende führte Thorpe seine Laufbahn erfolgreich fort und gewann 2002 mit seinem neuen Partner Clay Ives die olympische Bronzemedaille, nachdem er sich schon 1998 Silber gesichert hatte.

## Erfolge

### Weltcupsiege
| Nr. | Datum         | Ort        | Bahn                      |
| --- | ------------- | ---------- | ------------------------- |
| 1.  | 31. Jan. 1993 | Winterberg | Bobbahn Winterberg        |
| 2.  | 16. Feb. 1997 | Nagano     | Bob-Rodel-Bahn in Asakawa |

| Nr. | Datum         | Ort         | Bahn                        |
| --- | ------------- | ----------- | --------------------------- |
| 1.  | 19. Jan. 1992 | Lake Placid | Olympia-Bobbahn Lake Placid |